# Carmela Ayr Chiari
Carmela Ayr Chiari (Tursi, 2 novembre 1873 – 1958) è stata una poetessa e scrittrice italiana.

## Biografia
Proveniente da una famiglia nobile di origine scozzese che, intorno alla metà del 1700, si stabilì definitivamente a Tursi. Conseguì due lauree e approfondì la conoscenza di diverse lingue. Insegnò presso la Regia Scuola Normale di Verona sulle cattedre di Pedagogia, Morale, Storia e Lingue.
I suoi primi lavori poetici vengono pubblicati su L'Indipendente nel 1885 e, nello stesso anno, vede la luce anche il libro su Nicola Latronico. Alcuni critici, tra cui Vittorio Cian, si sono interessati della sua opera. Pubblicò articoli di letteratura e di filosofia su Il Giornale d'Italia, Il Piccolo di Trieste e la Gazzetta di Parma. Visse e lavorò in diverse città d'Italia, fu autrice di oltre 30 pubblicazioni.

## Opere
- In memoria di Nicola Latronico, Taranto, 1885.
- L'educazione morale, Napoli, 1893.
- Saggi critici, Livorno, 1894.
- Cesare, Carlo Magno e Napoleone, Sassari, 1902.
- Fiori di campo, Sassari, 1904.
- Domenico Alberto Azuni, nella sua vita e nelle sue opere, Sassari, 1904.
- La protasi della poesia petrarchesca, Sassari, 1904.
- I grandi navigatori, Parma, 1909.
- L'opera letteraria di Edmondo De Amicis, Parma, 1909.
- La storia e la morale negli Annali di Tacito, Parma, 1912.
- Vittorio Alfieri nella pedagogia.
- Italia fulget: poesie e prose, Verona, 1923.